# Łukasz Podsiadło
Łukasz Podsiadło (ur. 2 lipca 1986 w Sosnowcu) – polski hokeista, trener.

## Kariera zawodnicza
Krzysztof Podsiadło karierę sportową rozpoczął w juniorach Zagłębia Sosnowiec. Karierę profesjonalną rozpoczął w 2002 roku w SMS Sosnowiec, w którym grał do 2005 roku (latach 2002–2004 grał również w drużynie rezerw). Następnie wrócił do Zagłębia Sosnowiec, w barwach którego w sezonie 2005/2006 zadebiutował w Polskiej Lidze Hokejowej. W klubie grał do końca sezonu sezonu 2006/2007 (w tym sezonie grał również w drużynie U-20). W sezonie 2007/2008 reprezentował barwy Naprzodu Janów (grał również w występującej w I lidze drużynie rezerw).
Następnie wrócił do Zagłębia Sosnowiec, w którym grał do końca sezonu 2012/2013 (w sezonie 2008/2009 grał również w występującej w I lidze drużynie rezerw). Następnie w nowo utworzonej Polskiej Hokej Lidze reprezentował barwy: GKS-u Katowice (2013-2014) oraz Naprzodu Janów (2014–2015).
W 2015 roku został zawodnikiem Nesty Toruń, z którą w sezonie 2016/2017 spadł z Polskiej Hokej Ligi, jednak w sezonie 2017/2018 po wygranej 4:1 rywalizacji z Zagłębiem Sosnowiec, toruński klub wrócił do Polskiej Hokej Ligi, natomiast Podsiadło ponownie został zawodnikiem Zagłębia Sosnowiec, jednak 3 sierpnia 2020 roku wrócił do toruńskiego klubu, w którym po sezonie 2020/2021 zakończył karierę sportową. Łącznie w ekstralidze rozegrał 557 meczów, w których zdobył 143 punkty (46 goli, 97 asyst) oraz spędził 407 minut na ławce kar.
W trakcie kariery sportowej zyskał pseudonim Franek.

## Kariera reprezentacyjna
Łukasz Podsiadło z reprezentacją Polski U-18 uczestniczył na mistrzostwach świata U-18 2004 I Dywizji w austriackim Amstetten, na których rozegrał 5 meczów oraz spędził 4 minuty na  ławce kar, natomiast Biało-Czerwoni zakończyli turniej na 5. miejscu oraz z reprezentacją Polski U-20 na mistrzostwach świata U-20 2006 I Dywizji w Mińsku, na których rozegrał 5 meczów oraz spędził 4 minuty na  ławce kar, natomiast Biało-Czerwoni zakończyli turniej na 4. miejscu.

## Kariera trenerska
Podczas mistrzostw świata U-18 2015 II Dywizji w Tallinnie, na których reprezentacja Polski U-18 zajęła 2. miejsce, był menedżerem sprzętu Biało-Czerwonych.
Po zakończeniu kariery sportowej rozpoczął karierę trenerską. W 2021 został asystentem trenera Jussiego Tupamäkiego w KH Toruń. Po jego odejściu pozostał asystentem u trenera Teemu Elomo. Równolegle na początku sierpnia 2022 został ogłoszony asystentem szkoleniowca reprezentacji Polski do lat 18.

## Statystyki

### Reprezentacyjne
| Rok                | Drużyna            | Turniej            | Miejsce            |    | M | G | A | Pkt | Min |
| ------------------ | ------------------ | ------------------ | ------------------ | -- | - | - | - | --- | --- |
| 2004               | Polska U-18        | MŚU18-DIB          | 5                  | 5  | 0 | 0 | 0 | 4   |     |
| 2006               | Polska U-20        | MŚU20-DIB          | 4                  | 5  | 0 | 0 | 0 | 4   |     |
| Ogółem jako junior | Ogółem jako junior | Ogółem jako junior | Ogółem jako junior | 10 | 0 | 0 | 0 | 8   |     |

## Sukcesy
- Awans do PHL: 2018 z Nestą Toruń

## Życie prywatne
Łukasz Podsiadło jest synem hokeisty, Krzysztofa (ur. 1962) oraz szwagrem Tomasza Kozłowskiego (ur. 1986), również hokeisty.